# Leptogenys melzeri
Leptogenys melzeri es una especie de hormiga del género Leptogenys, subfamilia Ponerinae.

## Taxonomía
Esta especie fue descrita científicamente por Borgmeier en 1930.